# پارک طبیعی حیات وحش چشمه خسرو
پارک طبیعی حیات وحش چشمه خسرو
پارک طبیعی حیات وحش چشمه خسرو با مساحت ۵۰ هکتار در مسیر جاده نیشابور به مشهد با هدف گردشگری طبیعی؛ آموزشی و پژوهشی توسط بخش خصوصی احداث گردیده‌است و با وجود موزه‌های مختلف حیات وحش می‌تواند نقش مؤثری در ارتقاء دانش محیط زیستی و فرهنگ سازی برای حفاظت از گونه‌های جانوری و میراث ارزشمند طبیعی داشته باشد.
این پارک با هدف ایجاد مرکز علمی، فرهنگی، تفریحی و اقامتی برای قشرهای مختلف جامعه ساخته شده‌است.
حیوانات:انواع پرندگان کل و بز آهو قوچ و میش و حیوانات بومی محل می‌باشد
متأسفانه این پارک غیر فعال می باشد و تبلیغات که در فضای اینترنت و صفحات شبکه های اجتماعی انجام میدهد خلاف واقع بوده است 